# Бажанов, Марк Игоревич
Марк Игоревич Бажанов (укр. Марко Ігорович Бажанов; 30 декабря 1922, Умань — 25 октября 2001, Харьков) — известный советский и украинский учёный-правовед, доктор юридических наук (1967), профессор (1969), профессор кафедры уголовного права Харьковского юридического института (1969—2001).
Академик Национальной академии правовых наук Украины (1993), специалист в области уголовного права и процесса. Заслуженный деятель науки и техники Украинской ССР (1990) и лауреат Государственной премии Украины в области науки и техники (2006, посмертно).
За период своей научной деятельности написал более 270 научных трудов, подготовил двух докторов и семнадцать кандидатов юридических наук. Один из основоположников Харьковской научной школы уголовного права и процесса. Один из авторов Уголовного кодекса Украины 2001 года и ряда научно-практических комментариев к Уголовному и Уголовно-процессуальному кодексам Украинской ССР.

## Биография
Марк Бажанов родился 30 декабря 1922 года в Умани (ныне Черкасская область Украины) в семье служащих. Окончив одну из харьковских средних школ, поступил в 1940 году в Харьковский юридический институт (ХЮИ). Однако, после начала Великой Отечественной войны, был эвакуирован в Бердск вместе с Харьковским промышленным комбинатом НКВД СССР им. Ф. Э. Дзержинского (Новосибирская область), на котором трудился вплоть до окончания войны. В 1945 году восстановился в институте. Преподавателями Бажанова по уголовному процессу были М. М. Гродзинский и А. Л. Ривлин. Кроме того, в 1946—1948 годах, будучи студентом, Бажанов подготовил ряд научных докладов под руководством В. С. Трахтерова.
По одним данным окончил ХЮИ в 1945 году, после чего некоторое время работал в правоохранительных органах и учебных заведениях, по другим окончил ХЮИ в 1948 году с отличием и сразу же поступил на аспирантуру в том же вузе. В 1951 году окончив аспирантуру, Марк Игоревич стал преподавателем на кафедре уголовного права и процесса ХЮИ. В 1955 году перешёл с преподавательской должности на должность заведующего циклом уголовного права и процесса Всесоюзных курсов переподготовки прокурорских работников Прокуратуры СССР, совмещая эту должность с работой в ХЮИ, где в 1960 году занял ассистентскую должность на кафедре уголовного права и процесса, а в 1963 году стал доцентом этой кафедры (с 1966 года кафедры уголовного права).
В 1969 году Марк Бажанов стал профессором кафедры уголовного права ХЮИ (с 1991 — Украинская государственная юридическая академия, с 1995 — Национальная юридическая академия имени Ярослава Мудрого), и занимал эту должность вплоть до 2001 года. С 1966 по 1991 год, когда заведующим кафедрой был первый проректор ХЮИ Владимир Сташис, неоднократно был исполняющим обязанности заведующего этой кафедрой. Марк Игоревич Бажанов скончался 25 октября 2001 года в Харькове. Был похоронен в Стокгольме (Швеция).
Был женат на Инне Владимировне, имел сына Владимира, который стал учёным-химиком, некоторое время был научным сотрудником АН СССР. По состоянию на 2012 год вдова и сын Марка Игоревича жили в Стокгольме.

## Личность
Доктор юридических наук В. Е. Коновалова характеризовала Бажанова как отзывчивого человека, сангвиника по темпераменту, который был «первым лицом» в компаниях, знавшего множество различных песен и стихов. Владимир Тютюгин описывал Марка Игоревича, как человека с «великолепным чувством юмора», который разбирался в науке, искусстве, живописи, фильмах и книгах и мог свободно дискутировать на эти темы. По воспоминаниям Тютюгина Бажанов «мгновенно схватывал проблему, которую ты с ним обсуждал, даже если не занимался ею лично, и всегда находил какие-то аспекты, какие-то направления, на которые следует обратить внимание, подсказывал путь решения вопроса».

Он был человеком колоссальной работоспособности и добросовестным в высшей степени. Я никогда, ни разу не видел, чтобы он просто так «подмахнул» какую-то рецензию или что-то ещё: он всегда брал материалы с собой, через день-два возвращал, всю подчеркнутую, исписанную, перечерканную бумагу, и рецензия или статья печаталась заново.
Это был блестящий знаток классической литературы. С ним было очень трудно спорить по каким-то литературным вопросам, он ими прекрасно владел. Но спорил он, я бы сказал, очень интеллигентно и мягко.— доктор юридических наук Юрий Грошевой
Ректор Национальной юридической академии имени Ярослава Мудрого Василий Таций называл Марка Игоревича одним из своих учителей и одним из ведущих профессоров вуза. По воспоминаниям Тация, методы преподавания профессора Бажанова вызывали желание у студентов углублённо изучать предмет, который он преподавал.

## Научная деятельность

### Учёные степени и звания, награды
В 1951 году Бажанов под научным руководством Морица Гродзинского защитил кандидатскую диссертацию на тему «Изменение обвинения в советском уголовном процессе», а в 1967 году защитил диссертацию на соискание учёной степени доктора юридических наук по теме «Законность и обоснованность основных судебных актов в советском уголовном процессе» и в том же году получил эту степень. В 1969 году Марку Игоревичу было присвоено профессорское учёное звание. В 1993 году был избран академиком Академии правовых наук Украины. Был одним из основателей Харьковской научной школы уголовного права и процесса.
В 1990 году был удостоен почётного звания Заслуженный деятель науки и техники Украинской ССР, имел пять медалей. В 2000 году стал Заслуженным профессором Национальной юридической академии Украины имени Ярослава Мудрого.
Указом Президента Украина Виктора Ющенко № 1103/2006 от 20 декабря 2006 года «за учебники: „Уголовное право Украины: Общая часть“ — К.: Юринком Интер; Х.: Право, 2001. — 416 с.; „Уголовное право Украины: Общая часть“ — 2-е изд., перероб. и доп. — К.: Юринком Интер, 2004. — 480 с.; „Уголовное право Украины: Особенная часть“ — К.: Юринком Интер; Х.: Право, 2001—496 с; „Уголовное право Украины: Особенная часть“. — 2-е изд., перероб. и доп. — К.: Юринком Интер, 2004. — 544 с.», Панов Н. И., Сташис В. В., Борисов В. И., Кривоченко Л. Н., Ломако В. А., Баулин Ю. В., Тихий В. М. и Бажанов М. И. (посмертно), были награждены Государственной премией Украины в области науки и техники.

### Научно-практическая работа
Входил в рабочую и редакционную группы при Кабинете министров Украины по подготовке Уголовного кодекса Украины, участвовал в его написании, также был членом Научно-консультативного совета при Верховном суде Украины. Во время работы над УК Украины занимался систематизацией этого законодательного акта. Внедрял идеи использования чётких понятий и категорий, гуманных начал наказания и его назначения, реализации в УК Украины принципа личной виновной ответственности, а также внёс предложение о законодательном урегулировании вопроса множественности преступлений и правовых последствий этого.
Был соавтором двух научно-практических комментариев к Уголовно-процессуальному кодексу Украинской ССР (1968 и 1974) и чётырёх научно-практических комментариев к Уголовному кодексу Украинской ССР (1969, 1970, 1978 и 1987).

### Научно-педагогическая работа
Также Марк Игоревич занимался подготовкой учёных, участвовал в подготовке более чем 50 кандидатских и 8 докторских диссертаций. Был научным консультантом двух докторских В. П. Тихого («Проблемы уголовно-правовой охраны общественной безопасности (понятие и система преступлений, совершенствование законодательства)»; 1987) и Ю. В. Баулина («Уголовно-правовые проблемы учения об обстоятельствах, исключающих преступность (общественную опасность и противоправность) деяния»; 1991) и научным руководителем семнадцати кандидатских диссертаций:
| Соискатель      | Тема диссертации | Год  |
| --------------- | --- | ---- |
| Л. Е. Орел      | «Условно-досрочное освобождение от лишения свободы по советскому уголовному праву». | 1967 |
| В. П. Тихий     | «Ответственность за хищение огнестрельного оружия, боевых припасов или взрывчатых веществ по советскому уголовному праву».                                                                                                | 1972 |
| Д. Е. Дядько    | «Добровольный отказ от совершения преступления по советскому уголовному праву». | 1974 |
| В. И. Тютюгин   | «Лишение права занимать определённые должности или заниматься определённой деятельностью как вид наказания по советскому уголовному праву».                                                                               | 1975 |
| В. И. Касынюк   | «Уголовная ответственность за повреждение путей сообщения и транспортных средств». | 1977 |
| И. Н. Дружинин  | «Ответственность за хищение наркотических средств по советскому уголовному праву». | 1980 |
| Ю. В. Баулин    | «Право граждан на задержание преступника по советскому уголовному законодательству». | 1981 |
| Л. В. Дорош     | «Уголовная ответственность за злостное уклонение от платежа алиментов на содержание детей» | 1982 |
| А. Ф. Степанюк  | «Уголовная ответственность за изготовление, сбыт и распространение порнографических предметов». | 1983 |
| В. В. Устименко | «Специальный субъект преступления». | 1984 |
| А. В. Грузд     | «Признание лица особо опасным рецидивистом по советскому уголовному праву». | 1986 |
| В. Н. Куц       | «Ответственность за вымогательство по советскому уголовному праву». | 1986 |
| И. А. Зинченко  | «Составные преступления в советском уголовном праве (понятие, виды, некоторые вопросы квалификации и построения санкций)».                                                                                                | 1990 |
| Е. В. Шевченко  | «Преступления с производными последствиями в уголовном праве»; (укр. Злочини з похідними наслідками в кримінальному праві).                                                                                               | 2002 |
| А. М. Котовенко | «Уголовная ответственность за повержение объектов магистральных нефте-, газо- и нефтепродуктопроводов»; (укр. Кримінальна відповідальність за пошкодження об’єктів магістральних нафто-, газо- та нафтопродуктопроводів). | 2002 |
| Ю. В. Гродецкий | «Добровольный отказ от соучастия»; (укр. Добровільна відмова при співучасті). | 2002 |
| Е. В. Нагорнюк  | «Вопросы Общей части уголовного права в трудах А. Ф. Кистякивского»; (укр. Питання Загальної частини кримінального права в працях О. Ф. Кістяківського)                                                                   | 2004 |

### Научные интересы и труды
В сферу научных интересов Марка Бажанова входили ряд проблем уголовного права и процесса. В сфере уголовного права исследовал понятие, цели, систему и виды наказаний, а также их назначение, ответственность за преступления против личности и против правосудия. В уголовном процессе изучал вопросы, связанные с заменой обвинения, а также законностью и обоснованностью процессуальных актов.
За период своей научной деятельности Марк Игоревич стал автором/соавтором 172 научных трудов, которые издавались с 1950 по 2011 год. Участвовал в научном редактировании 32 изданий.
Основными трудами профессора Бажанова были: «Изменение обвинения в советском уголовном процессе» (1954), «Передача суду в советском уголовном процессе» (1965), «Уголовно-правовая охрана личности» (1976), «Назначение наказание по советскому уголовному праву» (1980), «Преступления против личности в УК УССР и судебной практике» (1981 и 1987; в соавторстве), «Учения о наказании, уголовная ответственность за преступления против личности, против правосудия и порядка управления» (1985), «Личность под охраной уголовного закона» (1996; в соавторстве) и «Множественность преступлений по уголовному праву Украины» (2000), учебники — «Советский уголовный процесс» (1971, 1978 и 1984; в соавторстве), «Уголовное право Украины. Общая часть» (1984; в соавторстве), «Уголовное право Украины. Особенная часть» (1989) и «Уголовное право Украины. Общая часть. Лекции» (1992). Участвовал в написании статей для шеститомника «Юридична енциклопедія».
Монография «Изменение обвинения в советском уголовном процессе», опубликованная в 1954 году в Москве, в 1956 году была переведена на китайский и немецкий языки, и опубликована в Пекине и Берлине соответственно. Изданный в 1992 году труд «Уголовное право Украины. Общая часть. Лекции» стал одним из первых учебников по данной теме после получения Украиной независимости.

## Память
В 2012 году, к 90-летию Марка Игоревича харьковское издательство «Право» выпустило тиражом 500 экземпляров 1244-х страничную книгу «Избранные труды», в которую были включены: монографии, научные статьи, тезисы научных докладов и сообщений, учебники, научно-практические и учебные пособия, научно-практические комментарии законодательства и рецензии за авторством Бажанова. Также в это издание были включены краткий биографический очерк о Бажанове, воспоминания о Бажанове его коллег, друзей и учеников, подборка фотографий с Бажановым, библиографический список опубликованных работ Бажанова и список диссертаций, защищённых под его руководством.
В 2017 году, к 95-летию Бажанова кафедрой уголовного права № 1 Национального юридического университета имени Ярослава Мудрого была проведена ассамблея студенческих научных кружков по уголовному праву, в которой приняли участие студенты из Национального юридического университета имени Ярослава Мудрого, Харьковского национального университета имени В. Н. Каразина и Харьковского национального университета внутренних дел.